# Arnaud Poivre d'Arvor
Pour les autres membres de la famille, voir Poivre d'Arvor.
 (septembre 2018).
Arnaud Poivre d'Arvor, né Arnaud Poivre le 1er mai 1972, est un présentateur, producteur et dirigeant de télévision français.

## Biographie
Il est le fils de Patrick Poivre d'Arvor et neveu de l'écrivain Olivier Poivre d'Arvor.
Il fait ses études au collège Sainte-Croix de Neuilly-sur-Seine.
En 1999, il rejoint AB Groupe et devient directeur des programmes de la chaîne Toute l'Histoire. En janvier 2001, il produit (avec sa société de production Calliope) et présente l'émission Nos ancêtres les Gaulois sur France 2.
En 2002, il rejoint la chaîne Match TV associée à la revue Paris Match, principalement consacrée à l'actualité people et présente Good News, un mini-magazine quotidien sur l'actualité des gens, célèbres ou non, et diffusé en direct. Cette émission est présente quotidiennement sur l'antenne de Match TV pendant deux ans.
Après la fermeture de la chaîne, il rejoint France 5 à la rentrée 2006 où il présente Dossier Scheffer, magazine hebdomadaire consacré à la criminalistique.
Depuis le 7 août 2007, il anime Babylone, une émission s'intéressant aux « grands mystères de l'histoire » et diffusée sur France 2.
Mardi 4 novembre 2008 est diffusée la première de l'émission Non élucidé sur France 2, un nouveau magazine consacré aux affaires criminelles encore non résolues. Arnaud Poivre d'Arvor y collabore avec Jean-Marc Bloch, ancien patron du SRPJ de Versailles.
Depuis 2010, il produit pour France 2, le magazine Retour aux sources. Cette émission est une série de documentaires qui permet à une personnalité de découvrir son arbre généalogique au cours d'une enquête.
À partir d'avril 2012, il anime, avec Patrick Poivre d'Arvor, Flash-Back sur France 3 en première partie de soirée, un magazine dans lequel ils revisitent en images des événements passés.
Il participe à la série documentaire policière "Indices", diffusée depuis le 13 mai 2017 sur la chaîne RMC Story (ex Numéro 23), comme narrateur des enquêtes et dirigeant de la société de production "Phare Ouest Productions".